# 프리토리아
프리토리아(영어: Pretoria)는 남아프리카 공화국 3개의 수도 중 하나로 행정 수도이다. City of Tshwane Metropolitan Municipality의 일원으로 도시 인구는 메트로(해당지자체) 기준 292만 명으로 메트로 면적은 6,298km2이고 도시자체는 인구 741,651명에 면적은 687.54km2이다. 주로 사용되는 언어는 아프리칸스어, 은데베레어, 영어, 츠와나어 등이다.

## 역사
프리토리아 자체는 1855년 인 《마르티누스 프레토리아》(Marthinus Pretorius)에 의해 건설되었다. 그리고 프리토리아의 명칭은 영국의 식민지 지배에 저항했던 아프리카너(네덜란드이민자)인 그의 아버지 앤리스 프리토리우스(Andries Pretorius)의 이름을 따서 프리토리아라고 지었다.
2005년 3월 8일, 프리토리아 시 의회에 의해 도시 이름을 "츠와네(Tshwane)"로 개명할 것이 결의된다. 같은 해5월 26일, 남아공화국 지명위원회 (SAGNC)는 "츠와네"로 개명할 것을 공인했다. "츠와네"는 원주민 은데벨레족(Ndebele)의 수장의 이름이고, 아프리카너는 도시 개명에 격렬히 반대했다.
츠와네는 프리토리아를 포함하여 메트로폴리탄 도시권의 명칭으로 사용되었고, 프리토리아는 《츠와네 메트로폴리탄 도시권》의 구의 하나로서 생존하게 되었다. 또한 약 70,000 그루에 달하는 자카란다 가로수(Jacaranda)에 덮여 있어서 "자카란다의 도시"라고 불리고 있다.

## 지리
프리토리아는 남아공화국 북동쪽의 요하네스버그 북쪽 약 50km 떨어진 곳에, 그리고 남쪽 하이벨트 고원과 북쪽으로는 낮게 뻗은 부시벨트 사이의 임시적인 벨트의 중간에 위치해 있다. 해발 1,350m 지역에 위치하고 있으며, 따듯하고, 비옥한 계곡과 마가리에스버그 산맥의 언덕에 둘러싸여 있다.

### 기후
이 도시는 비교적 건조한 아열대성 기후이며, 특히 고온다습한 아열대성 기후를 가지고 있다. 길고, 비오는 여름과 짧고 건조한 겨울을 가지고 있으며, 연 평균 기온 18.7 °C를 기록하고 있다. 이러한 기온은 그 고도를 고려할 때 다소 높은 기온으로 아곳운 계곡으로 둘러싸인 지형적 특성에서 기인한다. 계곡이 열을 보존하게 하는 역할을 해서 시원한 남쪽과 남동쪽의 공기를 오랫동안 차단한다.
겨울동안 가뭄에 시달리는 상황은 찬 서리를 동반한다. 눈은 거의 보기 힘들며, 1백년 이내 1~2번 정도의 이벤트일 뿐이다.
| 프리토리아의 기후                                                                          | 프리토리아의 기후 | 프리토리아의 기후 | 프리토리아의 기후 | 프리토리아의 기후 | 프리토리아의 기후 | 프리토리아의 기후 | 프리토리아의 기후 | 프리토리아의 기후 | 프리토리아의 기후 | 프리토리아의 기후 | 프리토리아의 기후 | 프리토리아의 기후 | 프리토리아의 기후 |
| 월                                                                                         | 1월               | 2월               | 3월               | 4월               | 5월               | 6월               | 7월               | 8월               | 9월               | 10월              | 11월              | 12월              | 연간              |
| ------------------------------------------------------------------------------------------ | ----------------- | ----------------- | ----------------- | ----------------- | ----------------- | ----------------- | ----------------- | ----------------- | ----------------- | ----------------- | ----------------- | ----------------- | ----------------- |
| 역대 최고 기온 °C (°F)                                                                     | 36.2 (97.2)       | 36.3 (97.3)       | 35.0 (95.0)       | 32.5 (90.5)       | 30.3 (86.5)       | 26.0 (78.8)       | 26.0 (78.8)       | 30.0 (86.0)       | 34.0 (93.2)       | 36.0 (96.8)       | 35.7 (96.3)       | 36.0 (96.8)       | 36.3 (97.3)       |
| 일평균 최고 기온 °C (°F)                                                                   | 29.0 (84.2)       | 29.1 (84.4)       | 27.7 (81.9)       | 25.0 (77.0)       | 22.7 (72.9)       | 20.7 (69.3)       | 20.5 (68.9)       | 23.6 (74.5)       | 27.2 (81.0)       | 28.6 (83.5)       | 28.7 (83.7)       | 28.8 (83.8)       | 26.0 (78.8)       |
| 일일 평균 기온 °C (°F)                                                                     | 23.2 (73.8)       | 23.2 (73.8)       | 21.8 (71.2)       | 18.7 (65.7)       | 15.2 (59.4)       | 12.2 (54.0)       | 11.9 (53.4)       | 15.4 (59.7)       | 19.7 (67.5)       | 21.4 (70.5)       | 22.1 (71.8)       | 22.7 (72.9)       | 19.0 (66.1)       |
| 일평균 최저 기온 °C (°F)                                                                   | 18.0 (64.4)       | 17.9 (64.2)       | 16.5 (61.7)       | 13.0 (55.4)       | 8.0 (46.4)        | 5.0 (41.0)        | 4.6 (40.3)        | 8.0 (46.4)        | 12.0 (53.6)       | 15.0 (59.0)       | 16.5 (61.7)       | 17.3 (63.1)       | 12.3 (54.1)       |
| 역대 최저 기온 °C (°F)                                                                     | 7.5 (45.5)        | 10.4 (50.7)       | 5.5 (41.9)        | 3.3 (37.9)        | −1.5 (29.3)       | −4.5 (23.9)       | −4.5 (23.9)       | −4.0 (24.8)       | −0.5 (31.1)       | 3.0 (37.4)        | 6.6 (43.9)        | 6.5 (43.7)        | −4.5 (23.9)       |
| 평균 강수량 mm (인치)                                                                      | 118.5 (4.67)      | 109.5 (4.31)      | 81.4 (3.20)       | 32.5 (1.28)       | 15.4 (0.61)       | 5.8 (0.23)        | 0.6 (0.02)        | 4.2 (0.17)        | 17.1 (0.67)       | 63.9 (2.52)       | 98.0 (3.86)       | 115.2 (4.54)      | 662.1 (26.08)     |
| 평균 강수일수 (≥ 1.0 mm)                                                                   | 10.2              | 8.3               | 6.8               | 4.0               | 1.7               | 1.1               | 0.2               | 0.7               | 1.8               | 6.2               | 9.2               | 10.6              | 60.8              |
| 평균 상대 습도 (%)                                                                         | 62                | 63                | 63                | 63                | 56                | 54                | 50                | 45                | 44                | 52                | 59                | 61                | 56                |
| 평균 월간 일조시간                                                                         | 260.8             | 235.3             | 253.9             | 245.8             | 282.6             | 270.8             | 289.1             | 295.5             | 284.3             | 275.2             | 253.6             | 271.9             | 3,218.8           |
| 출처 1: Starlings Roost Weather (평년값: 1991년~2020년), 독일 기상청 (극값: 1951년~1990년) |                   |                   |                   |                   |                   |                   |                   |                   |                   |                   |                   |                   |                   |
| 출처 2: 미국 해양대기청 (상대습도/일조시간: 1961년~1990년), 남아프리카 공화국 기상청       |                   |                   |                   |                   |                   |                   |                   |                   |                   |                   |                   |                   |                   |

## 정치
남아프리카 공화국의 행정부 소재지로 대통령궁 등이 들어가는 건물은 "유니온 빌딩"이라고 부르고 있다.

## 문화

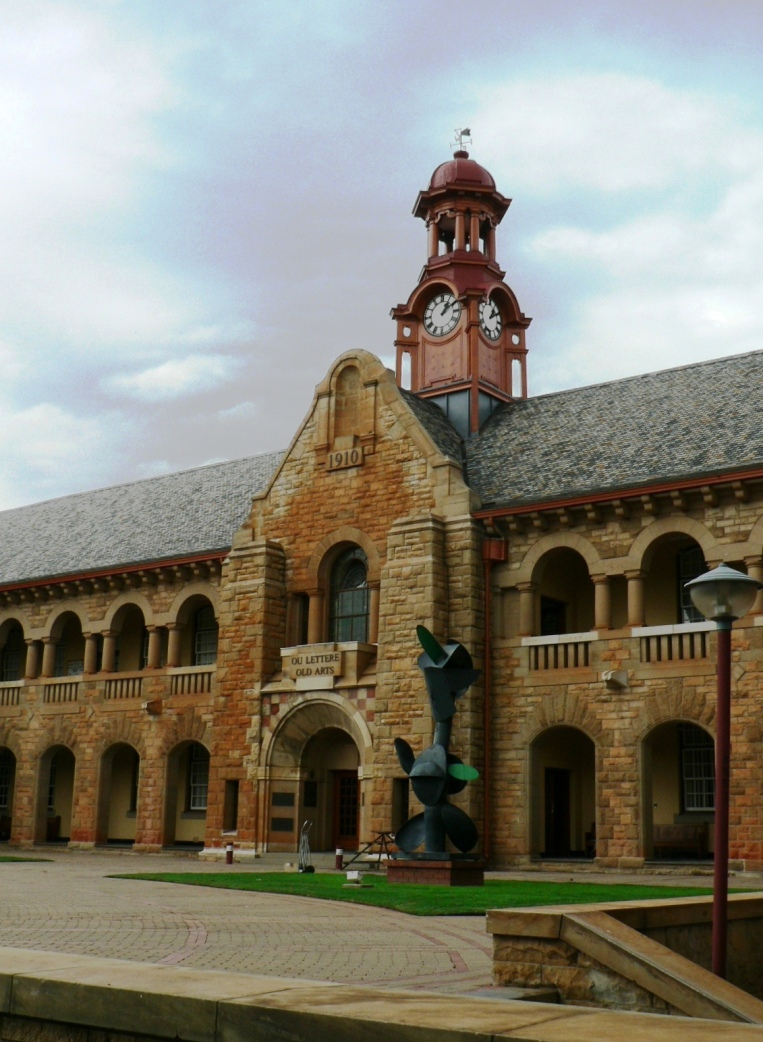
프리토리아 대학교

프리토리아는 남 아프리카 안에서도 중요한 교육 도시이며, 프리토리아 대학교나 남아프리카 대학교(UNISA) 등이 있다. 또 과학·공업 연구 평의회(CSIR)도 소재한다.

### 교육
프리토리아는 남아프리카 공화국에서도 중요한 교육 도시이고, 프레토리아 대학과 남아공화국 대학 (UNISA) 등이 있고, UNISA는 원격 교육도 실시되고 있다. 또한, 과학산업 연구위원회 (CSIR)도 소재한다.

### 언어
| 언어         | 사용인구 | %      |
| ------------ | -------- | ------ |
| 북소토어     | 500 732  | 27.14% |
| 아프리칸스어 | 422,866  | 21.29% |
| 츠와나어     | 339,719  | 17.11% |
| 총가어       | 198,441  | 9.99%  |
| 줄루어       | 151,200  | 7.61%  |
| 영어         | 129,923  | 6.54%  |
| 은데벨레어   | 98,077   | 4.94%  |
| 소토어       | 78,435   | 3.95%  |
| 스와지어     | 37,963   | 1.91%  |
| 코사어       | 37,957   | 1.91%  |
| 벤다이어     | 35,242   | 1.77%  |
| 기타         | 16 425   | 0.83%  |

## 경제
철강 산업이 번성하여, 남아프리카 공화국의 철강의 대부분이 생산된다. 또한 자동차 및 기계부품 등이 주로 생산된다.

## 교통

### 철도
- 메트로 레일
- 하우토레인
- 트란스넷
  - 캐피탈 파크 프리토리아 역 (Blue Train출발역)

### 공항
OR 탐보 국제공항(요하네스버그 국제공항)이 요하네스버그 북동쪽으로 있으며, 프리토리아 시 중심에서 55 km 떨어진 곳에 있다. 프리토리아 북부의 원더붐에 있는 《원더붐 공항》은 경비행기나 개인항공기용으로 사용된다. 시 남쪽으로 두 개의 공군 기지가 있다.

## 관광

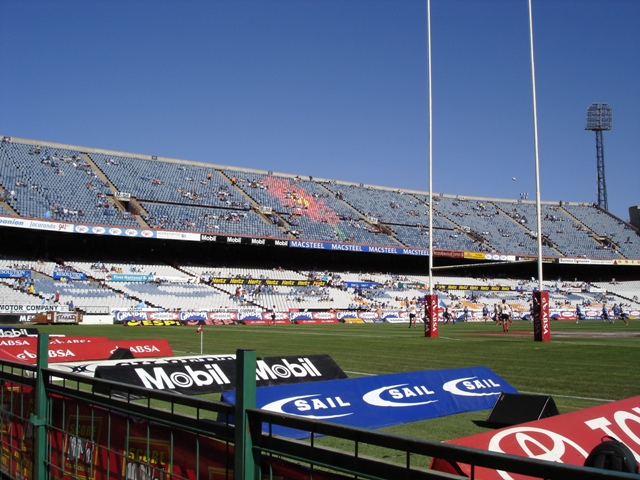
로프터스 버스펠드 경기장

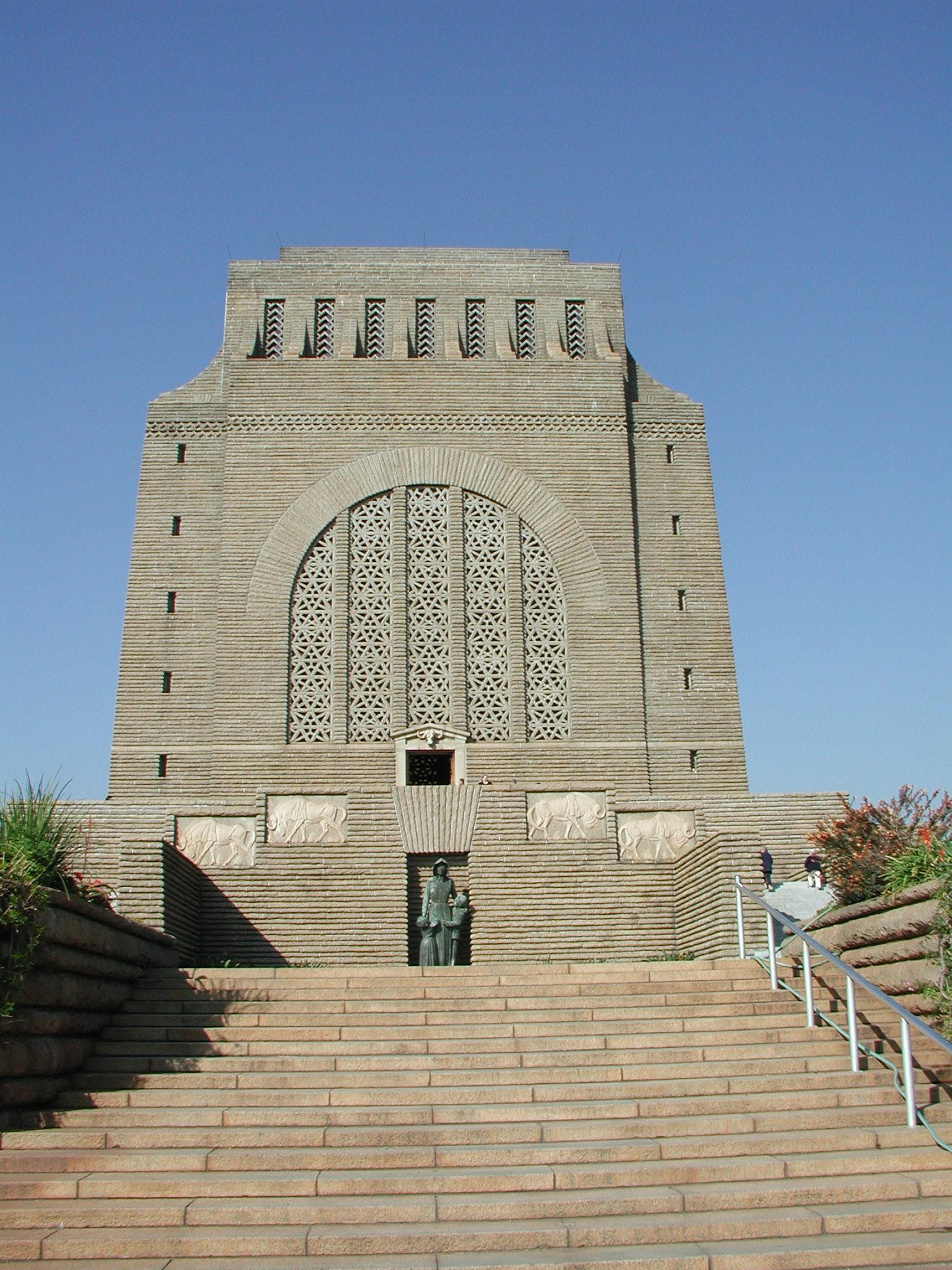
부어트레커 기념비

- 남아프리카 공화국 국립동물원
- 국립 역사박물관 (아프리카 창)
- 교회 광장
- 트랜스바르 박물관
- 폴 크루거고택
- 멜로즈 하우스
- 로프터스 버스펠드 경기장
- 유니온 빌딩
- 부어트레커 기념비

## 스포츠
- 슈퍼 14(럭비 국제 리그)
  - 불스 (홈 구장 :로프터스 버스펠드 경기장)
- 프리미어 사커 리그 (남아프리카 공화국 축구 리그)
  - 마멜로디 선다운즈 FC (홈 구장 : 로프터스 버스펠드 경기장)

### 2010년 FIFA 월드컵
로프터스 버스펠드 경기장에서 2010년 6월 13일 세르비아와 가나를 시작으로, 16강까지 치러진다.

## 경제
철강업이 번성하고, 남 아프리카산 철강의 대부분이 생산된다. 또 자동차나 기계부품 등이 주로 생산된다.

## 자매 도시
- 팔레스타인 자치 정부 베들레헴
- 남아프리카 공화국 요하네스버그
- 미국 워싱턴 D.C.
- 중화민국 타이베이시
- 우크라이나 키이우
- 이란 테헤란
- 아제르바이잔 바쿠
- 요르단 암만
- 네덜란드 델프트
- 대한민국 서울